# Pumpkin scissors
Pumpkin Scissors (jap. パンプキン·シザーズ Panpukin Shizāzu; pol. Dyniowe Ostrza) – manga stworzona przez mangakę Ryōtarō Iwanagę. Miała swoją premierę w Magazine GREAT w 2002 roku. Cztery lata później zaczęła być drukowana w Gekkan Shōnen Magazine. Powstała również adaptacja anime, stworzone przez studia Gonzo i AIC, które ukazywało się w Japonii od 2 października 2006 do 19 marca 2007.

## Fabuła
Akcja mangi i anime dzieje się w kraju, podobnym do Niemiec, trzy lata po zakończeniu długoletniego konfliktu zbrojnego pomiędzy Imperium i Republiką, który przypomina trochę obydwie wojny światowe. Mimo iż minęło już kilka lat od zawieszenia broni, to w Imperium ciągle panuje chaos: zniszczone drogi i mosty, głód, choroby, bieda, ogromne bezrobocie, zapaść w handlu i przemyśle, deficyt w zaopatrzeniu w podstawowe produkty, a wszystko to pogłębiane jeszcze przez samowolę lokalnych feudałów, korupcję i nepotyzm wśród urzędników oraz wysokich kręgach armii, włóczące się wszędzie bandy zdemobilizowanych żołnierzy, dezerterów i rabusiów. Tu właśnie pojawiają się główni bohaterowie, żołnierze III Sekcji Armii Imperialnej, używający pseudonimu Dyniowe Ostrza, których głównym zadaniem jest likwidowanie skutków wojny.
Nietypowa nazwa jednostki została wymyślona przez podporucznik Alice L. Malvin. Jest ona metaforą obecnego stanu świata, w którym przestępcy i dopuszczający się malwersacji dygnitarze są jak pestki w dyni – otoczeni twardą skorupą bezprawia, której według nich nic nie jest w stanie skruszyć. Żołnierze Sekcji III mają więc być ostrzami, które rozetną skorupę i dobiorą się do pestek.

## Bohaterowie
- Kapitan Hunks

Dowódca Sekcji III. Wysyła swoich żołnierzy na misję i dba o ich zaplecze. Jest spokojną i zrelaksowaną osobą, nigdy się nie denerwuje ani nie złości. Większość czasu spędza w biurze Sekcji III, głównie na czytaniu gazet i paleniu fajki, lub załatwiania spraw Sekcji III.
- Podporucznik Alice L. Malvin

Główna żeńska bohaterka. Jest dowódcą polowym Sekcji III. Pochodzi z bardzo prominentnej rodziny szlacheckiej, mającej długoletnią tradycję wojskową. Otrzymała promocję oficerską w dniu zakończenia wojny. Alice ma gorący temperament i bardzo duże poczucie obowiązku. Próbuje kontynuować wojskowe tradycje rodzinne, do czego jej ojciec oraz dwie starsze siostry są krytycznie nastawione. Alice zawsze nosi przy sobie krótki miecz, który jest jednocześnie pieczęcią rodową jej rodziny. Często używa go także do wygrażania swoim podwładnym, gdy ci coś przeskrobią. Alice potrafi też władać mistrzowsko potężnym, dwuręcznym mieczem o podwójnym ostrzu, noszącym nazwę Mahne. W początkowych rozdziałach mangi miała pistolet w kaburze, ale później przestała go nosić. Jej narzeczonym jest lord Lionel Taylor, który w pełni popiera pracę swojej wybranki, jednak można zauważyć, że pomiędzy Alice i kapralem Olandem pojawia się platoniczne uczucie.
- Chorąży Martis

Był jednym z najlepszym absolwentów Cesarskiej Akademii Wojskowej. Jest osobą cichą i spokojną, świetnie sprawdza się w roli analityka oraz sztabowca. Jest świetnie wytrenowany w sztukach walki wręcz. Jest nieśmiały w stosunku do kobiet i nosi okulary.
- Chorąży Oreldo

Najlepszy przyjaciel Martisa, z którym zna się już od dzieciństwa. Oreldo jest przystojnym, młodym żołnierzem o naturze kobieciarza i mającym dużą popularność u płci przeciwnej. Jest bardzo sprytny, świetnie sobie radzi z otwieraniem zamków wytrychami, czy zdobywaniu różnych informacji. Jest najmniej zdyscyplinowanym członkiem Sekcji III, ale mimo tego jest bardzo oddany swojej jednostce. Ma bardzo luzackie podejście do życia. Zanim wstąpił do wojska był zwykłym ulicznikiem.
- Plutonowa Lili Stecchin

Prawdopodobnie najdłuższa stażem członkini „Pumpkin Scissors”. Wcześniej należała do orkiestry wojskowej. Jest sekretarką Sekcji III. Ma bardzo radosne usposobienie, wspiera duchowo swoich kolegów z jednostki.
- Kapral Randel Oland

Główny bohater serii. Zdemobilizowany żołnierz, który przyłączył się do Sekcji III. Wcześniej był członkiem tajnej 901 Jednostki Piechoty Przeciwpancernej, których szkolono do przeprowadzania samobójczych ataków na czołgi. Jednostka Olanda jest także znana jako „Gespenster Jäger”. Jednostka była częścią grupy „Niewidzialnych dziewiątek”. Żołnierzy tej formacji poddawano prawdopodobnie praniu mózgu, aby w stanie transu bojowego wyzbyli się jakichkolwiek uczuć, strachu oraz wrażliwości na ból. Istnienie Jednostki 901 było tajemnicą wojskową, ale wśród czołgistów ciągle krążą legendy o tajemniczych piechurach atakujących czołgi przy świetle błękitnych latarni. Kapral Oland mimo iż ma groźny wygląd (wysoki wzrost, duża muskulatura, ciało i twarz pokryte bliznami), to w rzeczywistości jest osobą dobroduszną, uprzejmą i miłą, choć nieco nierozgarniętą i naiwną. Jeśli jednak pojawia się jakieś realne niebezpieczeństwo, włącza wiszącą przy swoim pasie lampę, która była standardowym wyposażeniem każdego żołnierza z jego starego oddziału. Wpada wtedy w stan transu bojowego, w którym najważniejsze jest dla niego zabicie wroga. Oland zawsze nosi przy sobie potężny. 13 milimetrowy pistolet przeciwpancerny, znany też pod nazwą „kołatka do drzwi” (w rzeczywistości jest to nieco zmodyfikowany pistolet Thompson Contender). W jednym z odcinków widzimy go też uzbrojonego w potężne nożyce do metalu, których on i jego dawni towarzysze broni, używali w stanie transu bojowego do zrywania pancerzy czołgowych.
Trans bojowy, w którym Oland często atakuje, nierzadko obraca się przeciwko niemu, gdyż kapral nie zwraca wtedy uwagi na własne bezpieczeństwo i często odnosi poważne obrażenia. Kilkakrotnie z tego powodu wylądował w szpitalu
- Starszy szeregowy Merkury

Pies łączności, rasy Labrador Retriever, używany przez Sekcję III. W pierwszym odcinku miał stopień kaprala, został jednak zdegradowany za pogryzienie majora Connerego. Jest bardzo zżyty ze swoimi “kolegami”, zwłaszcza z plutonową Stecchin. Ma brzydki nawyk gryzienia ludzi w głowy.
- Porucznik Webner

Dowódca oddziałów technicznych, zawsze chodzi w roboczym kombinezonie. Zaprzyjaźniona z Sekcją III, często dostarcza im nowe pojazdy, lub gani gdy je za często niszczą (Machs), lub biorą bez pytania (Oland).
- Lord Lionel Taylor

Pochodzący z prominentnej rodziny szlachcic, który jest zaręczony z Alice. W pełni popiera zarówno zajęcie, jak i ideały swojej narzeczonej, mimo iż jest członkiem Srebrnego Koła.
- Major Connery

Dowódca Sekcji I. Jest całkowitym przeciwieństwem kapitana Hunksa. Obydwaj wiedzą jednak o wielu mrocznych tajemnicach armii. Sekcja I i III często stają sobie na drodze I przeszkadzają w wykonywaniu swoich zadań.
- Porucznik Wolmav

Pierwszy czarny charakter serii. Podobnie jak Oland jest byłym członkiem “Niewidzialnych dziewiątek”, a konkretnie oddziałów 903 CTT. Zebrał wokół siebie bandę składającą się zarówno z byłych żołnierzy jego własnej jednostki, jak i ze zwykłych dezerterów, na czele której terroryzował mieszkańców małych miasteczek i wsi. Używał pseudonimu Grauwolfe. Zginął zabity przez Olanda. W chwili śmierci zdradził mu swoje prawdziwe nazwisko.
- Hans

Jest, podobnie jak Oland i Wolmav, weteranem “Niewidzialnych dziewiątek”, z oddziałów 908 HTT. Jest uzbrojony w miotacz ognia i nosi ochronny kombinezon-zbroję. Służy Srebrnemu kołu, tajnemu, podobnemu do masonerii stowarzyszeniu, któremu zależy na utrzymaniu zamętu na świecie. Kombinezon Hansa wypełniony jest płynem, który miał zapewnić analgezję na działanie ognia. Jednak w dniu zakończenia wojny, gdy koledzy Hansa zdjęli swoje kombinezony, okazało się, że płyn uszkodził im poważnie skórę, która w kontakcie z powietrzem zaczęła płonąć. Hans przeżył jako jedyny, musiał jednak zdezerterować. Na zlecenie Srebrnego Koła likwiduje kłopotliwych dla organizacji ludzi.